# ميخائيل ويمر
ميخائيل ويمر (بالألمانية: Michael Wimmer)‏ هو مدرب كرة قدم ولاعب كرة قدم ألماني في مركز الوسط، ولد في 18 يونيو 1980 في دينغولفينغ في ألمانيا.

## وصلات خارجية
- ميخائيل ويمر على موقع قاعدة بيانات كرة القدم.إي يو (الإنجليزية)
- ميخائيل ويمر على موقع عالم كرة القدم.نت (الإنجليزية)